# Il diario di Sisifo
Il diario di Sisifo è un film sperimentale indipendente italiano diretto da Mateusz Miroslaw Lis. È il primo lungometraggio al mondo ad essere scritto interamente da un'intelligenza artificiale. Il film è stato presentato in anteprima al Festival dello Spettatore 2023 ad Arezzo.

## Trama
Per la prima volta nei panni di sceneggiatrice, un'IA narra la vita di Adamo, giovane studente universitario afflitto da crisi esistenziale, e il suo viaggio verso il significato della vita, tra incontri assurdi e atmosfere molto umane.

## Produzione
La sceneggiatura è stata scritta da GPT-NeoX-20B, una versione open source di GPT-3 di EleutherAI . Al modello sono state fornite informazioni sulle disponibilità e sui vincoli della produzione (quali tipologia di attori e di location disponibili) e con varie tecniche di prompt engineering sono state generate la sinossi, la trama e la sceneggiatura. L'intero copione, ad eccezione del monologo di apertura, è stato scritto dal modello IA in inglese per poi essere tradotto in lingua italiana.
Nel cast figurano Niccolò Babbo, Stefano Pellizzari, Chiara Signorini Gremigni, Lorenzo Maria Angelin, Diletta Feruglio, Massimo Somaglino, Marco Risiglione, Fabiano Fantini, Paolo Mattotti, Nicole Greatti, Pietro Cursano, Mattia Giacchetto e Guglielmo Favilla.